# Публій Катій Сабін
Публій Катій Сабін (лат. Publius Catius Sabinus) — римський державний діяч початку III століття.

## Життєпис
Походив із плебейського роду Катіїв. Він був трибуном XIII парного легіону, міським претором, легатом-пропретором Норика. Як префект Риму, Сабін присвятив напис Геркулесу в Римі і Діоксурам в Остії. Так само він був консулом-суффектом між 208 і 210 років. У 216 році Сабін став консулом. Його колегою був Публій Корнелій Ануллін.

## Родина
- Гай Катій Клемент, консул-суффект 235 рік
- Луцій Катій Клемент, консул-суффект 241 рік